# Burgstall Ketschenstein

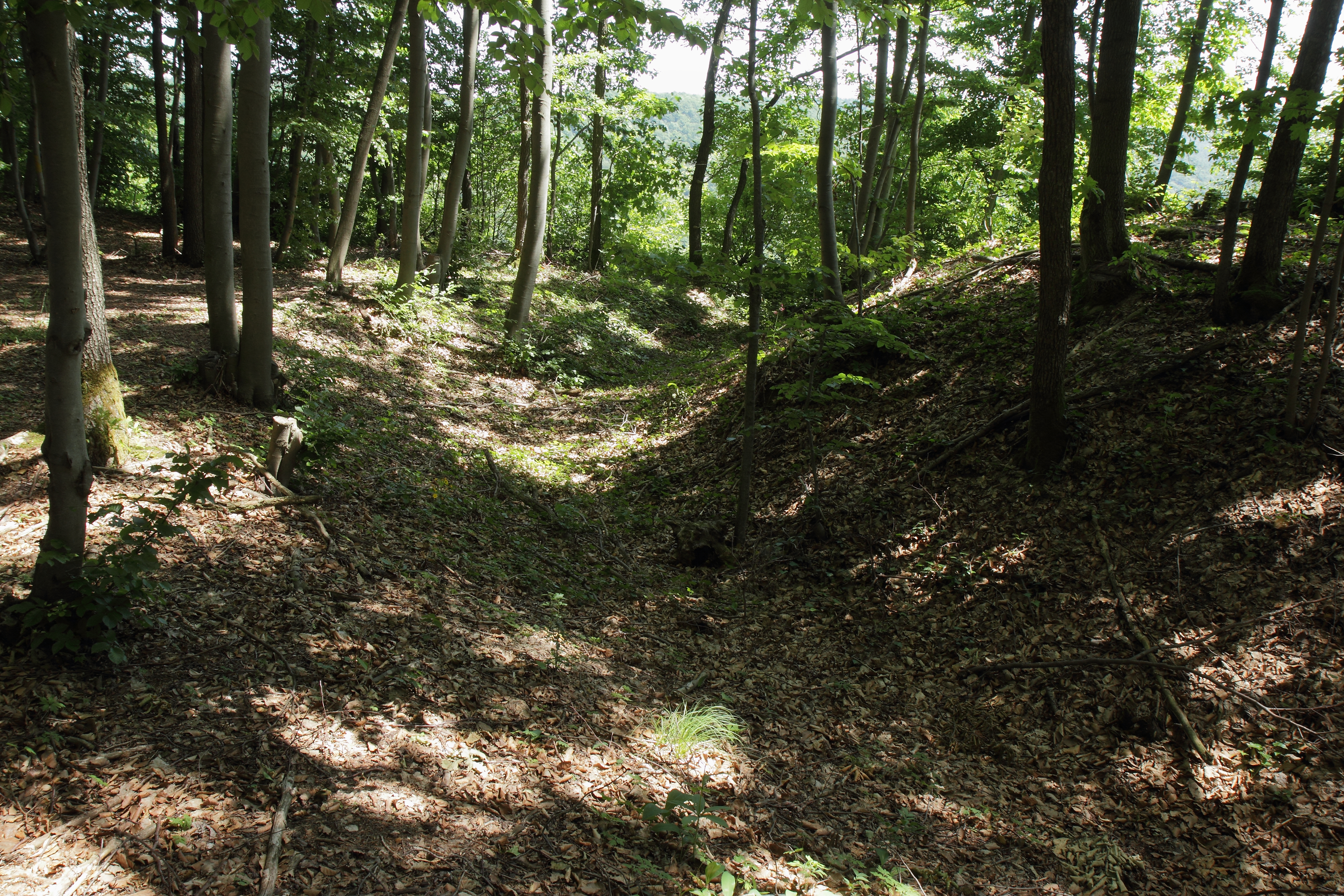
Profil des Ringgrabens (Juni 2014)

Der Burgstall Ketschenstein ist ein abgegangener mittelalterlicher Ansitz im oberfränkischen Landkreis Bamberg in Bayern.
Er liegt auf einem nach Südosten in das Tal des Deichselbaches ragenden Bergsporn, dem sogenannten Ketschenstein, rund 765 Meter ostsüdöstlich der Ortsmitte von Hochstall in der oberfränkischen Gemeinde Buttenheim. Über den Burgstall sind keine geschichtlichen oder archäologischen Informationen bekannt, Keramikscherben, die unterhalb der Befestigung auf dem Felsklotz Annastein gefunden wurden, werden als mittelalterlich datiert. Sie befinden sich heute im Historischen Museum Bamberg. Erhalten hat sich von der Anlage nur ein einfaches Wall-Graben-System. Die Stelle ist als Bodendenkmal Nummer D-4-6132-0085 Ebenerdiger Ansitz des Mittelalters geschützt.

## Beschreibung
Die kreisrunde, etwa 80 Quadratmeter kleine Befestigung wird dem Typus des ebenerdigen Ansitzes zugeordnet. Die Südhälfte der Anlage war durch die senkrecht abfallenden Felswände des Ketschensteines von Natur aus sehr gut geschützt. Im Norden, wo die befestigte Fläche völlig eben in die Hochebene übergeht, wurde ein halbrunder Ringwall mit Außengraben angelegt. Der Wall ist noch 1,3 Meter hoch, der Graben 1,2 Meter tief. Auf der Innenfläche, auf der heute keinerlei obertägigen Bebauungsspuren mehr sichtbar sind, könnte einst ein Festes Haus aus Stein oder Fachwerk gestanden haben.